# Comtat de Viljandi
Viljandi (en estonià Viljandimaa) és un dels comtats en què es divideix Estònia. La seva capital és Viljandi. Segons cens de 2021 compta amb una població de 45.413 habitants distribuïts en una superfície de 3,420 km2.

## Govern local
El govern del comtat (en estonià Maakonnavalitsus) és dirigit per un governador o maavanem, que és nomenat pel govern d'Estònia per un període de cinc anys. Des del 2005 el governador és Kalle Küttis.

## Municipis
El comtat se subdivideix en municipis. Hi ha 3 municipis urbans (o linnad, "ciutats") i 9 de rurals (o vallad, "comuns") al comtat de Viljandi.
Municipis urbans:
- Mõisaküla
- Viljandi, on hi ha les ruïnes del Castell de Viljandi

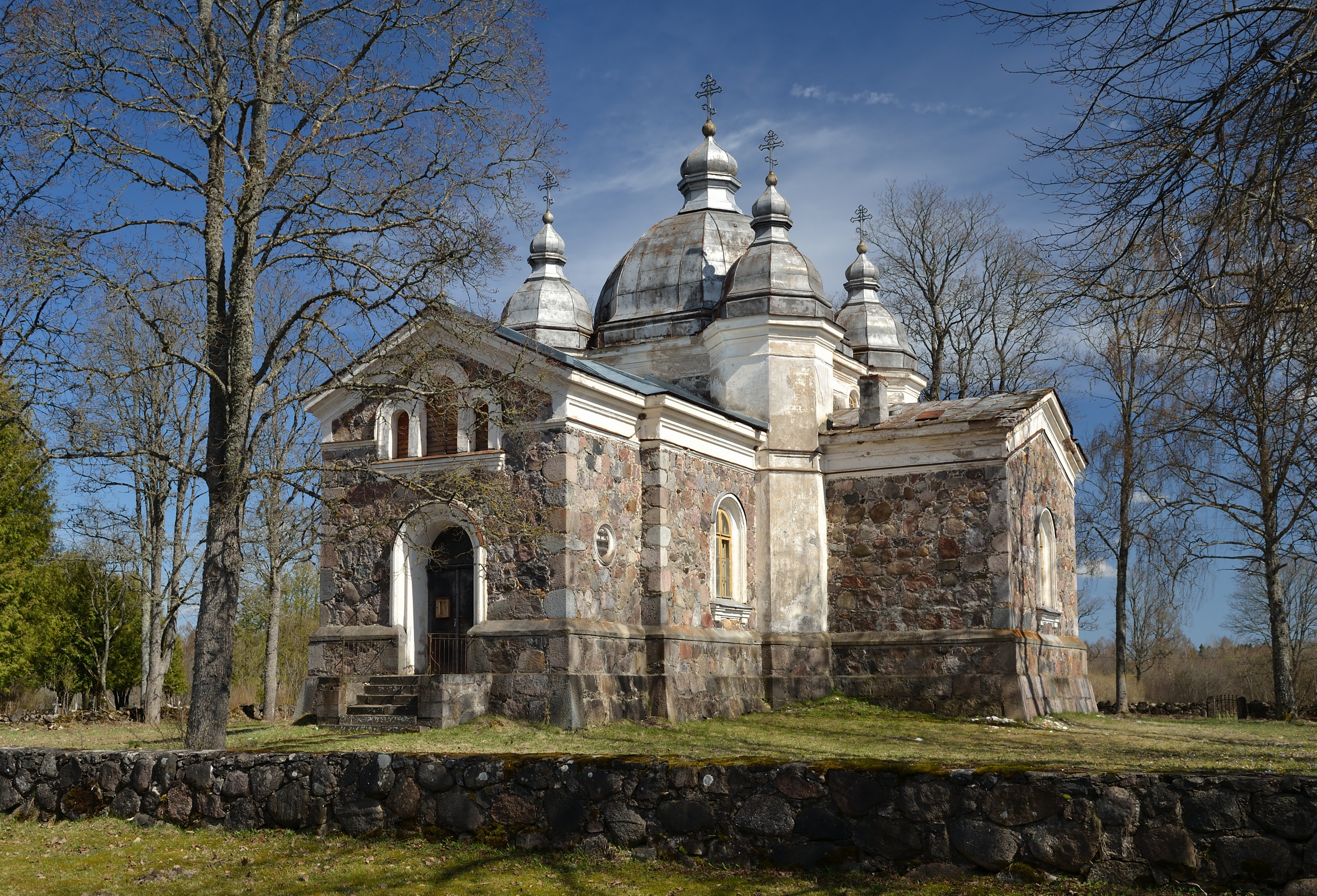
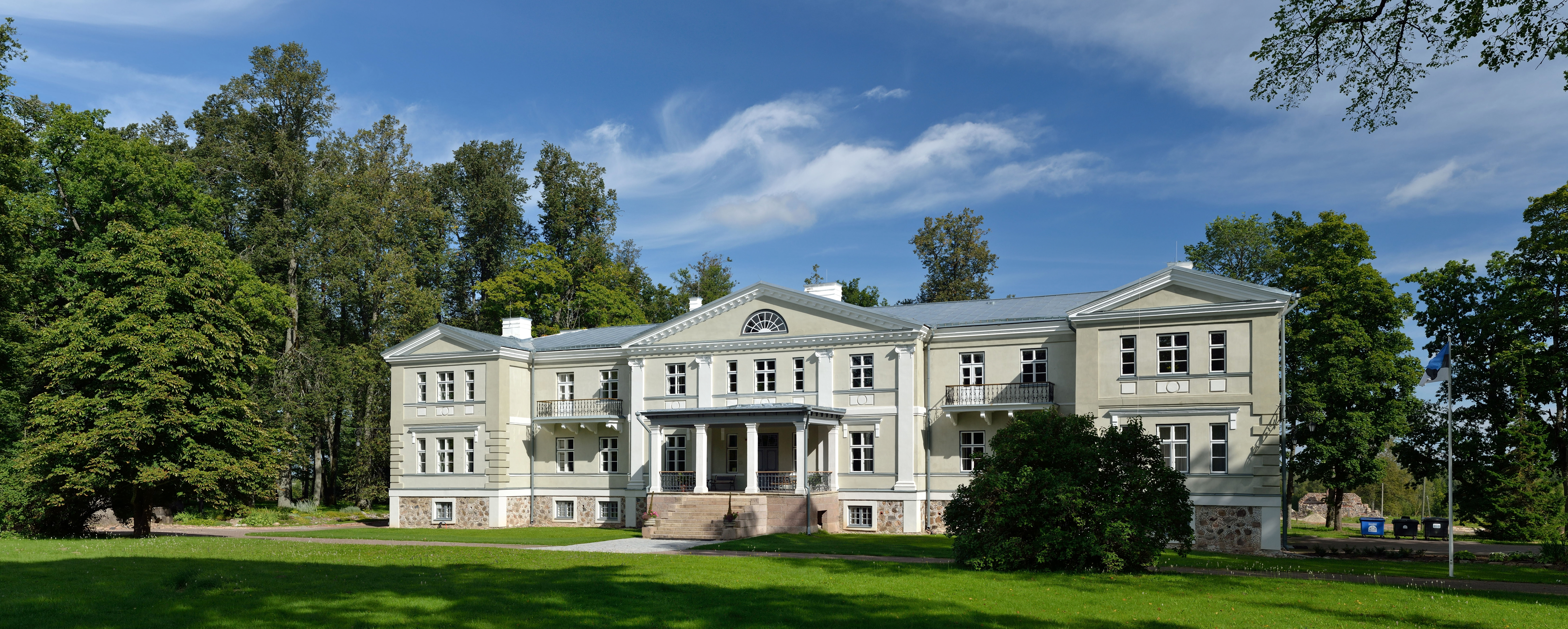
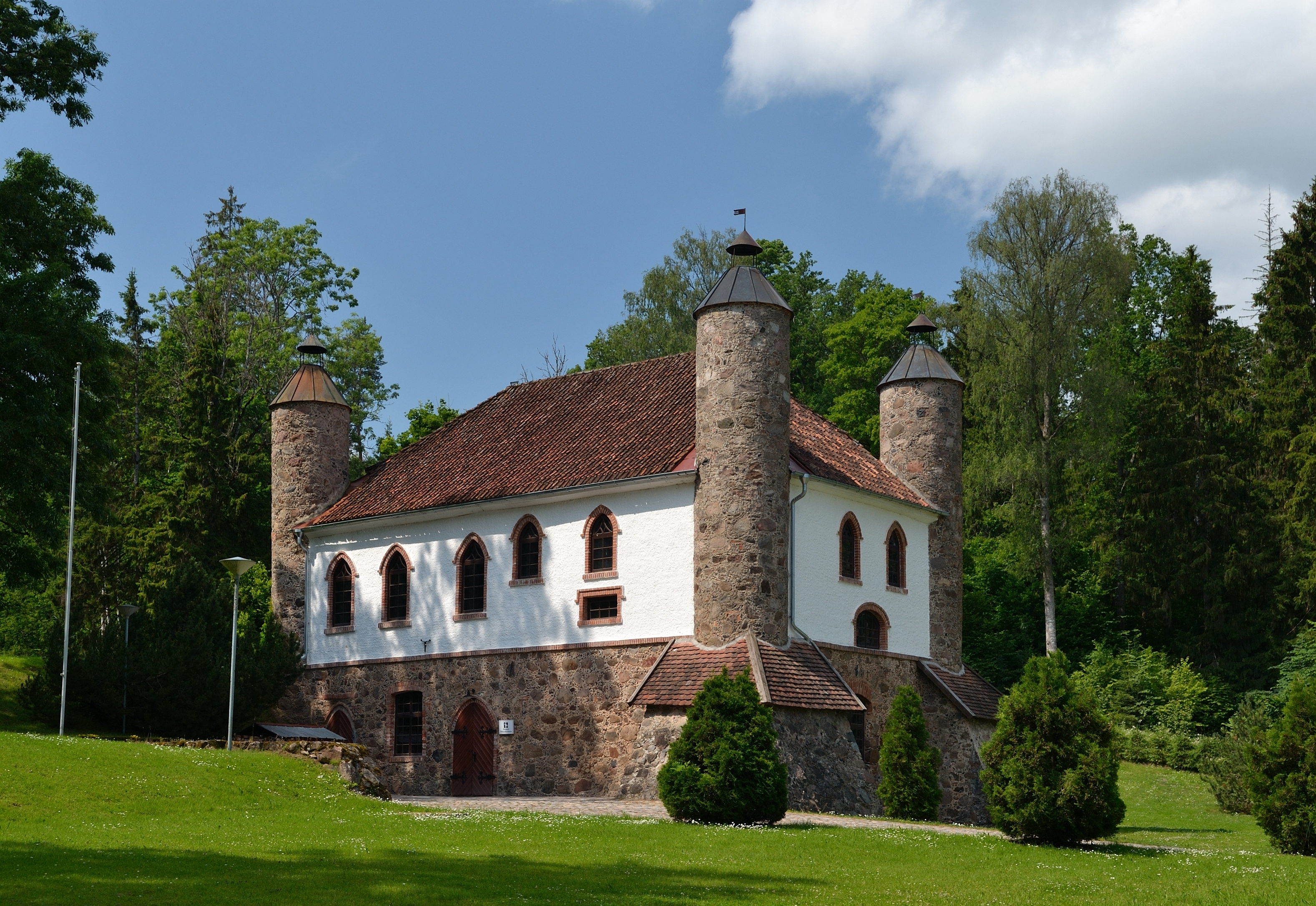
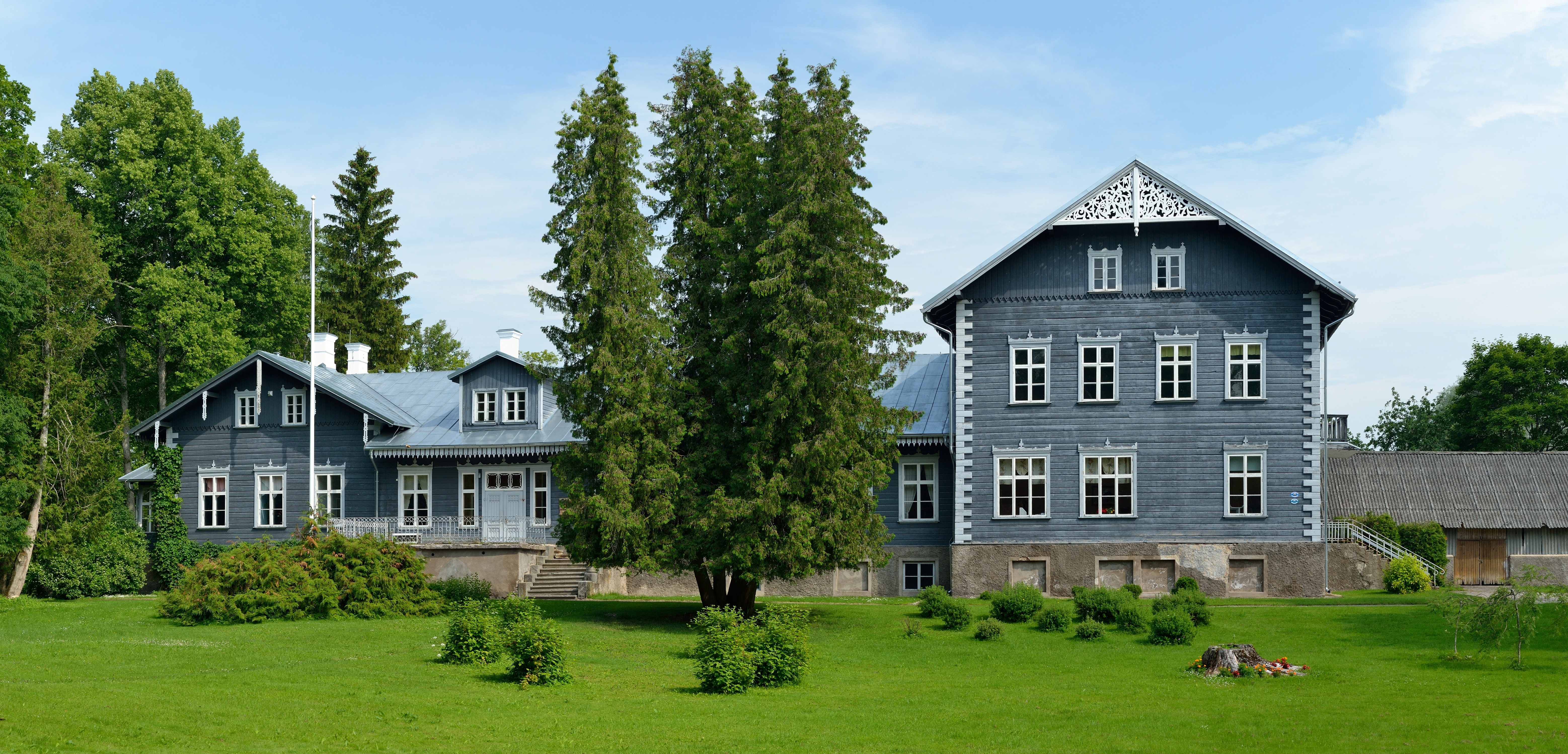
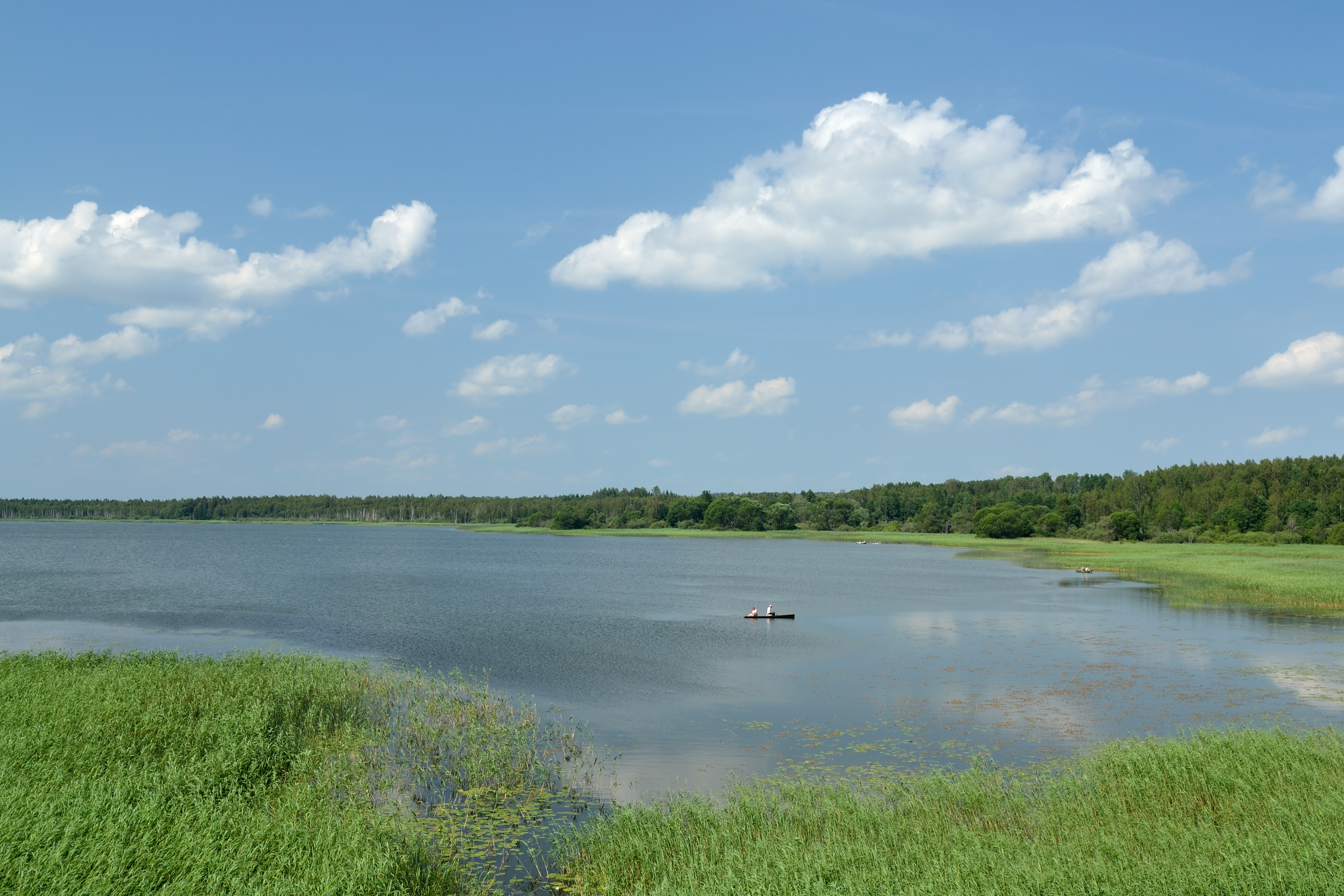

- Võhma

Municipis rurals:
- Abja
- Halliste
- Karksi
- Kolga-Jaani
- Kõo
- Kõpu
- Suure-Jaani
- Tarvastu
- Viljandi